# Комитет прав человека в СССР
Комитет прав человека в СССР — правозащитная ассоциация, созданная в Москве в ноябре 1970 года «для изучения проблемы обеспечения и пропаганды прав человека в СССР», вторая (после Инициативной группы по защите прав человека в СССР) независимая гражданская ассоциация в СССР.
Основателями Комитета стали В. Н. Чалидзе, А. Д. Сахаров и Андрей Твердохлебов. Позднее в него вошли И. Р. Шафаревич, Г. С. Подъяпольский, А. С. Есенин-Вольпин, Б. И. Цукерман, С. В. Калистратова. Неофициальным печатным органом Комитета стал выпускаемый Чалидзе самиздатский журанал «Общественные проблемы».
Комитет прав человека оказался первой диссидентской ассоциацией, получившей международный статус: он стал ассоциированным членом Международной лиги прав человека и Международного института прав человека.
Деятельность Комитета сошла на нет к середине 1970-х годов, после эмиграции Чалидзе в США, выхода из него Твердохлебова и смерти Подъяпольского.